# 垣内一
垣内 一（かきうち はじめ、1947年12月28日 - ）は、日本の経営者。三ツ星ベルト社長、会長を務めた。

## 来歴・人物
兵庫県出身。1970年に大阪府立大学工学部を卒業し、同年に三ツ星ベルトに入社した。1998年6月に取締役に就任し、2003年10月に常務を経て、2007年6月に社長に就任。2021年6月に会長に就任し、2022年6月には相談役に退いた。